# 陈巷镇 (漳州市)
陈巷镇，是中华人民共和国福建省漳州市长泰区下辖的一个乡镇级行政单位。

## 行政区划
陈巷镇下辖以下地区：
新店社区、新吴村、吴田村、祖地村、美彭村、上花村、夫坊村、石室村、古农村、戴乾村、西湖村、苑山村和雪美村。